# 滿漢全席

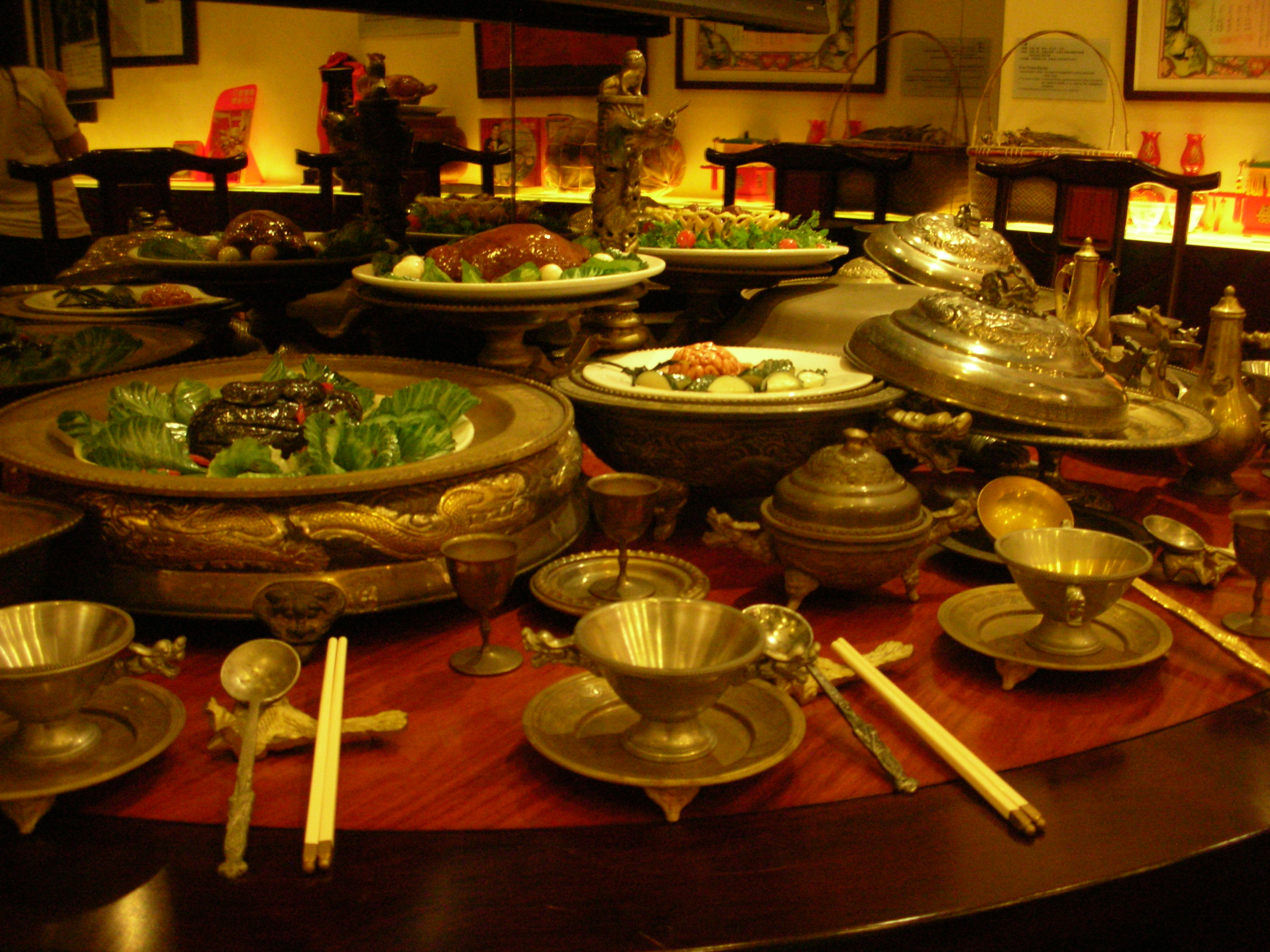
稻鄉飲食文化博物館模擬1977年香港國賓大酒樓（現聯邦酒樓集團）滿漢全席場景，左一為猩唇，左二為猴腦

滿漢全席是一種集合滿人和漢人飲食特色的巨型宴席，起源於清朝，原為清聖祖康熙下江南，扬州官绅接驾献菜之筵席，旨在化解滿漢不和，提倡滿漢一家。後世沿襲此一傳統，加入珍饈，極為奢華。最早的满汉全席食单收录于清代李斗《扬州画舫录》筆記。

## 清朝
清朝康熙帝66歲大壽時，曾為漢、滿兩族特設3天6宴，提供300多款佳餚；相傳康熙帝在皇宮內首嘗，並御書「滿漢全席」，使滿漢全席名噪一時。當時滿漢全席有宮內和宮外之別，宮內的滿漢全席專供天子、近支皇族等享用；近親皇族子嗣、功臣（漢族只限二品以上官員和皇帝心腹）才有資格參加宮內朝廷的滿漢全席。宮外滿漢全席，常常是由滿族一二品官員主持科考和地方會議，以滿漢全席招待欽差大臣，入席時要按品次，佩戴朝珠，公服入席。
在乾隆甲申年（1764年）間李斗之《揚州畫舫錄》詳實描勒出盛況；豪華的6宴中，納集滿漢千百名饌，其中包括燕窩雞絲湯、海參匯豬筋、海帶豬肚絲羹、鮑魚匯珍珠菜、淡菜蝦子湯、魚翅螃蟹羹、魚肚煨火腿、蒸駝峰、梨片伴蒸果子狸、蒸鹿尾、鯽魚舌匯熊掌、糟蒸鰣魚、甲班魚肝、西施乳、獲炙哈爾巴小豬子、油炸豬羊肉、掛爐走油雞鵝鴨、豬雜什、羊雜什等。
滿漢全席中的八珍:
1. 山八珍﹕ 駝峰、熊掌、猴腦、猩唇、象拔、豹胎、犀尾、鹿筋。
2. 海八珍﹕ 燕窩、魚翅、大烏參、廣肚、龍骨（鱘龍魚）、鮑魚、海獅（海豹）、狗魚（娃娃魚）。
3. 禽八珍﹕ 紅燕、白鶴、鵪鶉、天鵝、鷓鴣、彩雀（孔雀）、斑鳩、紅頭鷹。
4. 草八珍﹕ 猴頭、銀耳、竹蓀、驢窩菌、羊肚菌、花菇、黃花菜、雲香信。

器具多用銅製，雕製巧究，餐中用粉彩萬壽餐具，大件的瓷器仿照雞、鴨、魚、豬等造型，設有火傢具（即火鍋），上層放菜，下層以酒點火。載水傢具則用錫製，分內外二層，內層放湯，外層放沸水，便於保溫。
清室擺設滿漢全席時，一般先吃滿菜，再吃漢菜，其間需換桌面，謂之「翻台」。賓客進入席宴大廳先奏樂，坐下後先用點心，賓客到齊後，把四整鮮撤下來，行敬酒禮，大菜才會奉上，整個過程先後共換桌面四次，調換滿、漢菜式，俗稱「翻桌」。此後漸漸流傳到民間，成為達官顯貴一展奢華的象徵。

## 現狀
民國初期改為大漢筵席，不久又用八大、八小等筵席來代替，1930年代又改為八大件。
香港於第二次世界大戰後至1970年代期間曾舉辦過多次滿漢全席。1957年10月，美國檀香山曾有一行28人華僑來港，並於大同酒家設下兩圍滿漢全席，每席2800港元，分兩日四餐進行。1962年10月30日，粵劇名伶任劍輝、白雪仙、余麗珍及其粵劇劇作家丈夫李少芸，以及社會名流一行16人，在灣仔金國酒樓設下一圍滿漢全席，共3500港元，也是分兩日四餐進行，菜式逾百款，當中包括熊掌、象鼻、鱘龍魚、鹿尾羓、果子狸、海狗魚、北鹿及白鶴等。1971年10月，為推廣香港旅遊業，香港文華東方酒店曾以三日三夜的滿漢全席款待來自法國的食評家，美國、日本和澳洲的貴賓，以及香港名流及烹飪家，據說當年酒店共花費12萬港元舉辦。
1977年11月2日至3日，香港國賓酒樓（今聯邦酒樓集團）受到日本TBS電視台的委託，以10萬港元的價錢，製作一圍整個共108道菜的滿漢全席。酒樓動用了160多人，花了3個月才籌備完成，單是訂製鍍金餐具已用了4萬多港元。TBS電視台攝製隊邀請了12人參與是次滿漢全席，其中7人是日本人，5人是香港人，當中包括曾赴日於TBS電視台受訓的藝人汪明荃。而是次滿漢全席的過程則由人造衛星直播到日本。由於有些動物已經成為受保護動物，加上部份烹調技巧也已經失傳，所以如今再製作一場如同清朝年代的滿漢全席，幾已不可能。是次滿漢全席乃香港開埠以來最大規模的筵席，當時在國賓酒樓圍觀的飲食業行家及市民有近千人，並吸引了全球主要媒體的記者採訪，更被譽為「世紀之宴」。由於是次滿漢全席乃經電視直播，滿漢全席遂吸引了不少日本人關注，亦掀起了日本人自1970年代至1980年代間組團赴港體驗滿漢全席的風潮。
2018年時任北京故宮博物院副院長任萬平表示，沒有「全席」，只有滿席與漢席，也沒有108道那麼多，滿席是在皇宮裡舉行，漢席則在宮外，根據《欽定大清會典》記載，宮廷宴席分滿席、漢席。滿席又分六等，其中首三等為設置供祭祀皇室祖先的祭祀宴，次三等方予皇室、宮廷成員及文武百官享用。漢席則分五等，設置成本僅僅低於滿席。滿席及漢席的起源相信可追溯至1713年（康熙五十二年），康熙帝為慶祝其六十大壽所舉辦的「千叟宴」，當時宴請了满、蒙、汉文武大臣以及致仕退黜人员，年龄65岁以上的老人680人。

## 流行文化
1995年，香港導演徐克曾執導電影《金玉滿堂》（中國大陸、臺灣譯名：《滿漢全席》），劇情正圍繞滿漢全席的製作及比試。該電影由張國榮、袁詠儀、鍾鎮濤、羅家英、趙文卓、熊欣欣、倪淑君及樊亦敏領銜主演。
1999年，香港無綫電視劇集《金玉滿堂》中亦有部分劇情牽涉滿漢全席的製作。該電視劇由歐陽震華、陳妙瑛、江華、陳松伶、郭晉安、梁藝齡、馬德鐘及張慧儀主演。